# Prithu Gupta
Prithu Gupta (Gurgaon, 8 marzo 2004) è uno scacchista indiano.

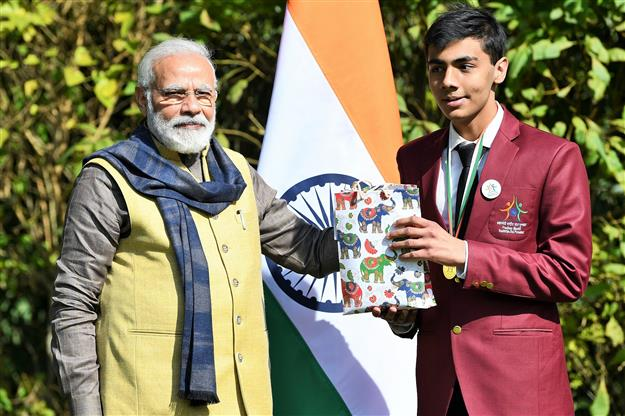
Prithu Gupta

Ha ottenuto la terza norma di Grande Maestro il 18 luglio 2019, all'età di 15 anni, 4 mesi e 10 giorni. 
Ottenne la prima norma di GM in gennaio 2018 nell'open Tradewise Gibraltar di Gibilterra, la seconda in luglio 2018 al Biel Masters, e la terza in luglio 2019 nell'open di Porticcio in Corsica. Superò i 2500 punti Elo, necessari per ottenere il titolo di GM, in agosto 2019 nel campionato a squadre portoghese.
In settembre 2019, quando il titolo è stato ratificato dalla FIDE, Prithu Gupta è diventato il 64° Grande Maestro indiano.

## Principali risultati
- 2017 – in luglio vince a Praga l'open B "Zlata Praha";[4]
- 2018 – in gennaio realizza 6 /9 nell'open  Tradewise Gibraltar (vinse Levon Aronian);
- 2018 – in maggio realizza 6,5 /9 nell'open di Llucmajor;
- 2018 – in luglio realizza 6 /9 nell'open A di Biel (vinse Suri Vaibhav);
- 2019 – a inizio gennaio realizza 5 /9 nella Coppa Vergani di Villorba (vinse Samvel Ter-Sahakyan con 6,5 /9);
- 2019 – a fine gennaio realizza 6,5 /10 nell'open Tradewise Gibraltar (vinse Vladislav Artemiev con 8,5 /10);